# Cabra (Còrdova)
Cabra és un municipi de la província de Còrdova a la comunitat autònoma d'Andalusia, a la comarca de la Subbética cordovesa. En el cens de 2007 tenia 21087 habitants i un territori de 229 km². Es troba a 72 km de Còrdova i a 452 m sobre el nivell del mar. El codi postal és 14940.

## Demografia
| 12.127 | 12.360 | 14.951 | 16.455 | 20.779 | 22.174 | 20.739 | 20.438 | 20.073 | 20.306 | 20.711 | 21.266 | 20.347 |

## Història
Sota els romans es deia Igabrum i era una de les principals de la Bètica segons Plini el Vell; el nom va evolucionar cap a Bebro i en temps dels gots a Egabro o Agabro. El cristianisme s'hi va introduir al segle iv i fou seu d'un bisbat en el que el bisbe Sinagri va assistir al Concili d'Elvira, i Joan al III Concili de Toledo; altres bisbes posteriors foren Deodat, Bracanda, Bratí i Constantí, tots del segle vii. S'esmenten bisbes també sota domini àrab després del 712. A la ciutat es va establir el jund de Wasit (743-745) i va adoptar el nom de Qabra (deformació d'Agabro). Fou capital d'un cercle (kura) sota els emirs i califes omeies, del qual formava part Écija (el mateix cadi tenia jurisdicció sobre les dues viles). La regió tenia abundants oliveres i una vegetació luxuriosa i la vila tenia mesquita de tres naus, i un mercat actiu; a la rodalia s'explotaven mines de plom. El poeta Mukaddam ibn Muafa (mort el 912) era natiu de la ciutat.
El 1029/1030 va passar al rei de Granada Habús ibn Maksan. Va caure en mans dels castellans de Ferran III el Sant el 1244. Alfons X el Savi la va donar a la ciutat de Còrdova el 1258; Sanç IV de Castella la va concedir al seu fill al seu fill l'infant Pere (1290-1319), regent de Castella i senyor de Cameros, el fill del qual, Sanx, la va permutar amb l'orde de Calatrava per la vila de Santa Olalla.
En temps d'Alfons XI de Castella se'n va apoderar Juan Ponce de Cabrera i la va defensar contra el mestre de l'orde de Calatrava Juan Núñez de Prado. Va caure en poder dels musulmans el 1333 quan la va ocupar el nasrida Muhammad IV de Granada, qui en va fer destruir les muralles i part del castell i va portar als habitants captius a Granada, abandonant la ciutat; fou repoblada per l'orde de Calatrava; sembla que els granadins van retornar i que fou finalment Alfons XI el que la va reconquerir definitivament, i la va donar a la seva amant Leonor de Guzmán. Enric II de Castella va donar el títol de comte de Cabra al seu fill bastard Enric, duc de Medina Sidonia, però a la seva mort va retornar a la corona. Enric IV de Castella va concedir el comtat de Cabra a Diego Fernández de Córdoba, en recompensa pels seus serveis. El títol va arribar per herència a les cases de Sessa i Altamira.
Les ruïnes del castell musulmà encara existeixen.

## Personatges il·lustres
- Juan Valera y Alcalá Galiano, polític, diplomàtic i escriptor
- Dionisio Alcalá Galiano, mariner i explorador il·lustre. Heroi de Trafalgar.[1]
- Joan Carandell Pericay (1893-1937), geògraf i professor universitari d'orígens català, fou catedràtic d'institut al poble.
- José Solís Ruiz, Ministre Secretari General del Movimiento i Ministre de Treball, enviat especial al Marroc durant la crisi de la Marxa Verda (1913-1990)
- Carmen Calvo Poyato, Ministra de Cultura.
- Sant Roderic de Còrdova, màrtir del segle ix.
- Martín Belda y Mencía del Barrio, militar i ministre.